# سان کوزمو آلبانزه
سان کوزمو آلبانزه (به ایتالیایی: San Cosmo Albanese) یک کومونه در ایتالیا است که در استان کزنتزا واقع شده‌است.

## خصوصیات
سان کوزمو آلبانزه ۱۴ کیلومترمربع مساحت و ۶۴۵ نفر جمعیت دارد و ۴۰۷ متر بالاتر از سطح دریا واقع شده‌است.